# Reign d'Ontario (ECHL)
Pour l'équipe de la Ligue américaine de hockey, voir Reign d'Ontario.
Le Reign d'Ontario est une franchise professionnelle de hockey sur glace en Amérique du Nord qui a évolué dans l'ECHL entre 2008 et 2015. L'équipe est basée à Ontario en Californie aux États-Unis.

## Historique
La franchise est créée en 2008 à la suite des Wildcatters du Texas. Elle commence ses activités en ECHL lors de la saison 2008-2009 et est affiliée aux Kings de Los Angeles de la Ligue nationale de hockey et aux Monarchs de Manchester de la Ligue américaine de hockey de 2008 à 2013. À compter de la saison 2015-2016, le Reign déménage à Manchester et devient les Monarchs de Manchester.

### Saisons après saisons
| Saison    | PJ | V  | D  | DP | DTB | BP  | BC  | Pts | Classement                    | Séries éliminatoires |
| --------- | -- | -- | -- | -- | --- | --- | --- | --- | ----------------------------- | -------------------- |
| 2008-2009 | 73 | 38 | 29 | 4  | 2   | 197 | 218 | 82  | 1re place, division Pacifique | Défaite au 1er tour  |
| 2009-2010 | 72 | 31 | 31 | 3  | 7   | 214 | 229 | 72  | 4e place, division Pacifique  | Non qualifiés        |
| 2010-2011 | 72 | 27 | 39 | 2  | 4   | 195 | 269 | 60  | 4e place, division Pacifique  | Non qualifiés        |
| 2011-2012 | 72 | 43 | 21 | 5  | 3   | 242 | 193 | 94  | 1re place, division Pacifique | Défaite au 1er tour  |
| 2012-2013 | 72 | 46 | 19 | 3  | 4   | 246 | 192 | 99  | 1re place, division Pacifique | Défaite au 2e tour   |
| 2013-2014 | 72 | 44 | 20 | 3  | 4   | 215 | 191 | 95  | 1re place, division Pacifique | Défaite au 1er tour  |
| 2014-2015 | 72 | 43 | 19 | 4  | 6   | 239 | 184 | 96  | 2e place, division Pacifique  | Défaite au 3e tour   |